# Borde-Matin
Le Borde-Matin est une rivière de France, du département de la Loire dans la région Auvergne-Rhône-Alpes, affluent en rive droite de l'Ondaine, donc sous-affluent de la Loire.

## Géographie
D'une longueur d'environ 5 kilomètres, le Borde-Matin prend source sur la commune de Roche-la-Molière à l'altitude 649 mètres, au sud-ouest du Crêt du Bessy (682 m) entre les lieux-dits le Bois et Poix, presque à la limite avec la commune de Le Chambon-Feugerolles.
Le Borde-matin coule de l'est-nord-est vers l'ouest-sud-ouest
Il conflue en rive droite de l'Ondaine, sur la commune de Firminy, entre la Cité des Trois Ponts et le lieu-dit la Barge, à l'altitude 463 mètres.

## Communes et cantons traversés
Dans le seul département de la Loire, le Borde-matin traverse deux communes et deux cantons :
- dans le sens amont vers aval : Roche-la-Molière (source), Firminy (confluence).

Soit en termes de cantons, le Borde-matin prend source dans le canton de Saint-Étienne-Nord-Ouest-2 et conflue dans le canton de Firminy.

## Affluents
Le Borde-matin n'a pas d'affluent connu,.

## Aménagements
Une installation de stockage de déchets non dangereux, appelée précédemment CET (Centre d'Enfouissement Technique), installée depuis 1972, est agréée sur la commune de Roche-la-Molière.